# Uczta olbrzymów

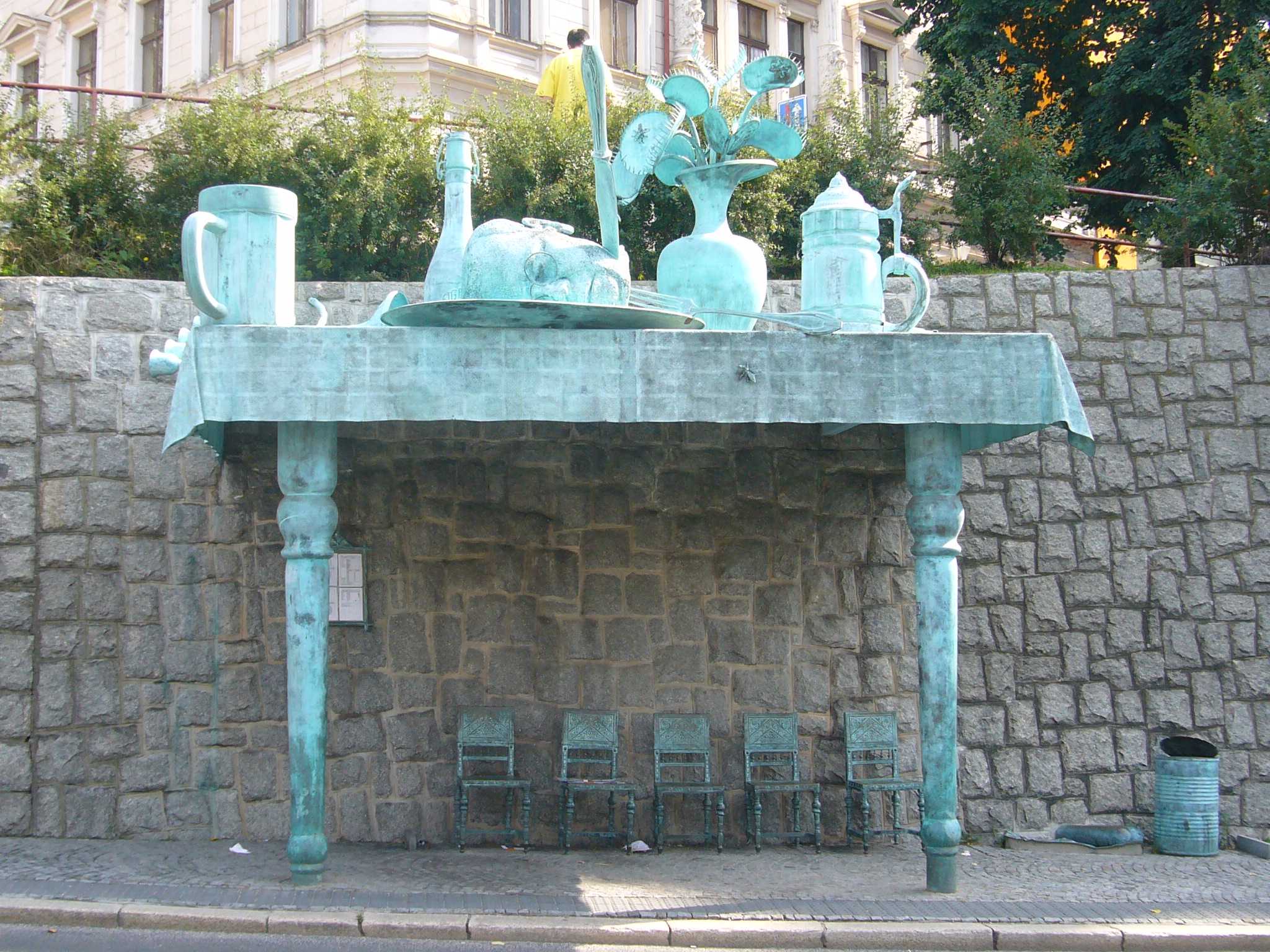
Wygląd ogólny

Uczta olbrzymów (czes. Hostina obrů) – rzeźba czeskiego artysty Davida Černego z 2005.
Praca ze spatynowanego brązu powstała na zlecenie władz miasta Liberca, jako wiata dla przystanku autobusowego Sokolská u zdi przy ul. Sokolskiej. Blat stołu stanowi dach wiaty, a nogi stołu są słupkami podpierającymi dach, tak więc podróżni oczekują na pojazd niejako pod stołem. Symbolika dzieła nawiązuje do przeszłości miasta – przed 1938 zamieszkałego przez Czechów w liczbie nie przekraczającej 10% populacji. Mniejszość ta została wysiedlona w 1938, a w 1945 wysiedlono z kolei wszystkich Niemców. Na stole spoczywa więc odcięta głowa Konrada Henleina (przywódcy Niemców sudeckich) z wbitym w szyję nożem i widelcem. Obok głowy stoi wazon muchołówek wabiących muchy w hitlerowskich hełmach (liberecki ogród botaniczny posiada największą kolekcję roślin mięsożernych w Czechach), niemiecki i czeski kufel na piwo oraz przewrócona menora (Niemcy spalili tutaj pierwszą w Czechosłowacji synagogę). Całość realizacji wygląda jakby przed chwilą odeszły stąd olbrzymy po posiłku i ma stanowić nawiązanie do historii najnowszej Czech, o której decydowały inne wielkie narody, podczas gdy Czesi spokojnie oczekują na autobus pod stołem, nie widząc nawet co tam się znajduje.
Dzieło Černego jest obiektem z pogranicza rzeźby, architektury i sztuki użytkowej. Wymiary przystanku wynoszą 5,85 × 5,15 x 3 m. Budowniczym była spółka Spacium z Liberca. Sam artysta stwierdził, że przystanek nie jest tylko miejscem, w którym zatrzymują się autobusy, ale przede wszystkim stają tu ludzie, mając czas na przemyślenia. Całość kosztowała 5,5 miliona koron.